# Шиман Євген Олександрович
Євген Олександрович Шиман (нар. 13 червня 1980, Київ, УРСР) — український футболіст, захисник.

## Життєпис
Футбольну кар'єру розпочав у 1997 році в аматорському клубі «Податкова академія» (Ірпінь). У 1999 році став гравцем київської «Оболоні». На початку 2001 року перейшов до київського ЦСКА, однак незабаром після цього підправився в оренду до «Системи-Борекс» (Бородянка). Під час зимової перерви сезону 2003/04 років виїхав до Молдови, де підписав контракт з тираспольським «Шерифом». Влітку 2005 року повернувся до України, де підписав контракт з харківським «Геліосом». У 2006 році знову виїхав за кордон, захищав кольори азербайджанського МКТ-Араз та «Гетьман» (Замостя). Через скрутне фінансове становище залишив польську команду й повернувся до України, де виступав в аматорських клубах ОЛКАР (Шаргород) та «Ніжин». У 2008 році прийняв запрошення кіровоградської «Зірки». У сезоні 2009/10 років виступав у «Сталі» (Понятова), після чого завершив професіональну кар'єру. З 2011 по 2012 рік захищав кольори ФК «Буча».

## Досягнення
- Національний дивізіон
  -  Чемпіон (2): 2003-04, 2004-05

- Кубок Молдови
  -  Фіналіст (1): 2003-04

- Суперкубок Молдови
  -  Володар (1): 2004